# Sebastiano Bongiorno
Sebastiano Giacomo Bongiorno (Cattolica Eraclea, 4 febbraio 1949) è un magistrato e politico italiano.

## Biografia
Laureato in giurisprudenza, ha svolto la professione di docente ed avvocato ed inoltre giudice istruttore e giudice per le indagini preliminari a Caltanissetta.
Ha condotto le indagini sull'omicidio del giudice Rosario Livatino e quelle sulle stragi di Capaci e di via D'Amelio.
Alle Elezioni Politiche del 27 marzo 1994 fu eletto alla Camera dei deputati con la coalizione dei Progressisti raccogliendo 29 735 voti nel collegio uninominale di Sciacca. Termina il proprio mandato parlamentare nel 1996.